# Выборы в Сенат США в Колорадо (2022)
Выборы в Сенат США в Колорадо состоялись 8 ноября 2022 года. Победитель представит штат в верхней палате Конгресса США.
Действующий сенатор-демократ Майкл Беннет был впервые избран в 2010 году. На выборах 2016 года переизбран с 49,97% голосов, опередив республиканца Дэррила Гленна. Внутрипартийные выборы в Колорадо состоялись 28 июня. По результатам всеобщих выборов Беннет был переизбран на третий срок.

## Праймериз Демократической партии

### Кандидаты
Джо Салазар, бывший член Палаты представителей штата, рассматривал возможность бросить вызов Беннету на праймериз Демократической партии, но в конечном итоге решил баллотироваться в Сенат Колорадо.

#### Номинант
- Майкл Беннет — действующий сенатор США от штата Колорадо (с 2010 года)[3]

#### Кандидаты, исключённые из списка решением Съезда партии
- Карен Бреслин — юрист, преподаватель[4]

#### Отказавшиеся от выдвижения
- Джо Салазар[англ.] — бывший член Палаты представителей штата, кандидат на пост генерального прокурора Колорадо[англ.] (2018)[2][5] (баллотируется в Сенат Колорадо)[6]

### Результаты

Результаты по округам:

| Кандидат | Кандидат               | Партия          | Голосов | %   |
| -------- | ---------------------- | --------------- | ------- | --- |
|          | Майкл Беннет (действ.) | Демократическая | 516 985 | 100 |
| Всего    | Всего                  | Всего           | 516 985 | 100 |

## Праймериз Республиканской партии

### Кандидаты

#### Номинант
- Джо О’Ди[англ.] — бизнесмен[8]

#### Участники праймериз
- Рон Хэнкс[англ.] — член Палаты представителей Колорадо от 60–го округа (с 2021 года)[9][8]

#### Кандидаты, исключённые из списка решением Съезда партии
- Эли Бремер[англ.] — олимпиец, майор ВВС США и бывший председатель Республиканской партии округа Эль-Пасо[10]
- Джули Генри — основатель некоммерческой организации[10]
- Джино Кампана — девелопер, бывший член Совета города Форт-Коллинс[10]
- Грегори Мур — профессор Христианского университета Колорадо[англ.][10]
- Дебора Флора — бывшая радиоведущая[10]
- Дэниел Хендрикс — владелец малого бизнеса[10]
- Питер Ю — бизнесмен, кандидат в Палату представителей США от 2-го округа Колорадо (2018)[10]

#### Снявшиеся с выборов
- Эрик Адланд — ветеран армии США[11][12] (баллотируется в Палату представителей от 7-го округа Колорадо)

#### Отказавшиеся от выдвижения
- Кен Бак[англ.] — член Палаты представителей от 4–го округа Колорадо (с 2015 года), председатель Республиканской партии Колорадо[англ.] (2019—2021), кандидат в Сенат США (2010)[13]
- Хайди Ганал[англ.] — регент университета (кандидат в губернаторы)[14]
- Дэррил Гленн[англ.] — член Совета города Колорадо-Спрингс (2005—2011), комиссар округа Эль-Пасо (2011—2019), кандидат в Сенат США (2016) (баллотируется на пост мэра Колорадо-Спрингс)[15]
- Билл Оуэнс — губернатор Колорадо (1999—2007)[16]
- Стивен Римс[англ.] — шериф округа Уэлд (переизбирается)[17]

### Опросы
| Источник опроса               | Период проведения | Размер выборки | Уровень погрешности | Рон Хэнкс | Джо О’Ди | Другие/ Неопределившиеся |
| ----------------------------- | ----------------- | -------------- | ------------------- | --------- | -------- | ------------------------ |
| Public Opinion Strategies (R) | 15–20 мая 2022    | 400 (ПИ)       | ±6,0%               | 14%       | 38%      | 47%                      |

### Результаты
| Кандидат | Кандидат           | Партия             | Голосов | %     |
| -------- | ------------------ | ------------------ | ------- | ----- |
|          | Джо О’Ди           | Республиканская    | 345 060 | 54,44 |
|          | Рон Хэнкс          | Республиканская    | 288 483 | 45,51 |
|          | Вписанный кандидат | Вписанный кандидат | 302     | 0,05  |
| Всего    | Всего              | Всего              | 633 845 | 100   |

## Всеобщие выборы
На президентских выборах 2020 года предпочтения избирателей Колорадо сместились в пользу Демократической партии: Джо Байден одержал победу с перевесом более чем в 13%. По прогнозам экспертов, у действующего сенатора Майкла Беннета есть все шансы на победу. Сенатор от Флориды Рик Скотт назвал Колорадо «спящим колеблющимся штатом» из-за низкого рейтинга одобрения президента. Последним республиканцем, выигрывавшим гонку в Сенат США от Колорадо, является Кори Гарднер, которому удалось одержать победу на выборах 2014 года.

### Предвыборная статистика
Обозначения:
- Р — равенство
- НП — небольшое преимущество
- ДП — достаточное преимущество
- СП — существенное, но преодолимое преимущество
- ОП — огромное преимущество

| Источник                  | Рейтинг | По состоянию на: |
| ------------------------- | ------- | ---------------- |
| The Cook Political Report | ДП (Д)  | 22 сентября 2022 |
| Inside Elections          | СП (Д)  | 23 сентября 2022 |
| Sabato's Crystal Ball     | СП (Д)  | 31 августа 2022  |
| Politico                  | ДП (Д)  | 5 сентября 2022  |
| RealClearPolitics         | ДП (Д)  | 20 сентября 2022 |
| Fox News                  | ДП (Д)  | 20 сентября 2022 |
| DDHQ                      | СП (Д)  | 12 сентября 2022 |
| 538                       | СП (Д)  | 22 сентября 2022 |
| The Economist             | СП (Д)  | 15 сентября 2022 |

### Дебаты
| N.                                                                                         | Дата                                                                                       | Организатор                                                                                | Модератор                                                                                  | Ссылка                                                                                     | Участники | Участники |
| У Участвовал A Отсутствовал Н Не приглашённый П Приглашённый С Снялся O Не вступил в гонку | У Участвовал A Отсутствовал Н Не приглашённый П Приглашённый С Снялся O Не вступил в гонку | У Участвовал A Отсутствовал Н Не приглашённый П Приглашённый С Снялся O Не вступил в гонку | У Участвовал A Отсутствовал Н Не приглашённый П Приглашённый С Снялся O Не вступил в гонку | У Участвовал A Отсутствовал Н Не приглашённый П Приглашённый С Снялся O Не вступил в гонку |           |           |
| У Участвовал A Отсутствовал Н Не приглашённый П Приглашённый С Снялся O Не вступил в гонку | У Участвовал A Отсутствовал Н Не приглашённый П Приглашённый С Снялся O Не вступил в гонку | У Участвовал A Отсутствовал Н Не приглашённый П Приглашённый С Снялся O Не вступил в гонку | У Участвовал A Отсутствовал Н Не приглашённый П Приглашённый С Снялся O Не вступил в гонку | У Участвовал A Отсутствовал Н Не приглашённый П Приглашённый С Снялся O Не вступил в гонку | Беннет    | О’Ди      |
| ------------------------------------------------------------------------------------------ | ------------------------------------------------------------------------------------------ | ------------------------------------------------------------------------------------------ | ------------------------------------------------------------------------------------------ | ------------------------------------------------------------------------------------------ | --------- | --------- |
| 1                                                                                          | 28 октября 2022                                                                            | Государственный университет Колорадо                                                       | Н/Д                                                                                        | YouTube                                                                                    | У         | У         |

### Опросы
Агрегированный источник
| Источник            | Период                     | По состоянию на  | Майкл Беннет (Д) | Джо О’Ди (Р) | Другие | Преимущество |
| ------------------- | -------------------------- | ---------------- | ---------------- | ------------ | ------ | ------------ |
| Real Clear Politics | 26 октября – 5 ноября 2022 | 7 ноября 2022    | 50,0%            | 44,3%        | 5,7%   | Беннет +5,7  |
| FiveThirtyEight     | 26 июля – 7 ноября 2022    | 7 ноября 2022    | 51,3%            | 42,9%        | 5,8%   | Беннет +8,4  |
| 270towin            | 1–7 ноября 2022            | 7 ноября 2022    | 51,0%            | 43,4%        | 6,6%   | Беннет +6,6  |
| Среднее значение    | Среднее значение           | Среднее значение | 50,8%            | 43,5%        | 5,7%   | Беннет +7,3  |

Графическое представление
| Источник опроса                      | Период проведения          | Размер выборки | Уровень погрешности | Майкл Беннет (Д) | Джо О’Ди (Р) | Брайан Пиоттер (Л) | Другие/ Неопределившиеся |
| ------------------------------------ | -------------------------- | -------------- | ------------------- | ---------------- | ------------ | ------------------ | ------------------------ |
| co/efficient (R)                     | 3–7 ноября 2022            | 856 (ПИ)       | ±3,3%               | 51%              | 43%          | –                  | 6%                       |
| Data for Progress (D)                | 2–5 ноября 2022            | 1983 (ПИ)      | ±2,0%               | 51%              | 44%          | 2%                 | 2%                       |
| The Trafalgar Group (R)              | 30 октября – 1 ноября 2022 | 1084 (ПИ)      | ±2,9%               | 48%              | 46%          | 2%                 | 4%                       |
| Emerson College                      | 26–29 октября 2022         | 1000 (ПИ)      | ±3,0%               | 49%              | 42%          | 2%                 | 8%                       |
| Emerson College                      | 26–29 октября 2022         | 1000 (ПИ)      | ±3,0%               | 51%              | 43%          | 2%                 | 3%                       |
| co/efficient (R)                     | 24–25 октября 2022         | 826 (ПИ)       | ±3,4%               | 50%              | 34%          | –                  | 16%                      |
| Civiqs                               | 15–18 октября 2022         | 600 (ПИ)       | ±5,0%               | 54%              | 41%          | —                  | 5%                       |
| Global Strategy Group (D)            | 6–11 октября 2022          | 800 (ПИ)       | ±3,5%               | 49%              | 38%          | 7%                 | 7%                       |
| Global Strategy Group (D)            | 6–11 октября 2022          | 800 (ПИ)       | ±3,5%               | 52%              | 42%          | –                  | 6%                       |
| Marist College                       | 3–6 октября 2022           | 1127 (ЗИ)      | ±4,7%               | 48%              | 41%          | –                  | 11%                      |
| Marist College                       | 3–6 октября 2022           | 983 (ПИ)       | ±5,0%               | 49%              | 43%          | –                  | 9%                       |
| Data for Progress (D)                | 3–6 октября 2022           | 1005 (ПИ)      | ±3,0%               | 50%              | 41%          | 3%                 | 6%                       |
| Keating Research/Magellan Strategies | 18–26 сентября 2022        | 1060 (ПИ)      | ±3,0%               | 46%              | 36%          | –                  | 18%                      |
| The Trafalgar Group (R)              | 20–24 сентября 2022        | 1078 (ПИ)      | ±2,9%               | 49%              | 43%          | 4%                 | 5%                       |
| Emerson College                      | 18–19 сентября 2022        | 1000 (ПИ)      | ±3,0%               | 46%              | 36%          | –                  | 18%                      |
| Public Policy Polling (D)            | 30–31 августа 2022         | 782 (Н)        | ±3,5%               | 46%              | 35%          | 7%                 | 12%                      |
| The Tarrance Group (R)               | 22–25 августа 2022         | 600 (ПИ)       | ±4,1%               | 48%              | 47%          | –                  | 5%                       |
| The Trafalgar Group (R)              | 15–19 августа 2022         | 1087 (ПИ)      | ±2,9%               | 47%              | 42%          | 5%                 | 6%                       |
| McLaughlin & Associates (R)          | 24–26 июля 2022            | 500 (ПИ)       | ±4,4%               | 48%              | 40%          | —                  | 12%                      |
| Global Strategy Group (D)            | 2—8 июня 2022              | 400 (ЗИ)       | ±4,9%               | 49%              | 36%          | —                  | 15%                      |

Майкл Беннет vs. Рон Хэнкс
| Источник опроса           | Период проведения  | Размер выборки | Уровень погрешности | Майкл Беннет (Д) | Рон Хэнкс (Р) | Другие/ Неопределившиеся |
| ------------------------- | ------------------ | -------------- | ------------------- | ---------------- | ------------- | ------------------------ |
| Global Strategy Group (D) | 2—8 июня 2022      | 400 (ЗИ)       | ±4,9%               | 50%              | 37%           | 13%                      |
| Global Strategy Group (D) | 19–24 октября 2021 | 400 (ЗИ)       | ±4,9%               | 52%              | 34%           | 13%                      |

Майкл Беннет vs. Эли Бремер
| Источник опроса           | Период проведения  | Размер выборки | Уровень погрешности | Майкл Беннет (Д) | Эли Бремер (Р) | Другие/ Неопределившиеся |
| ------------------------- | ------------------ | -------------- | ------------------- | ---------------- | -------------- | ------------------------ |
| Global Strategy Group (D) | 19–24 октября 2021 | 400 (ЗИ)       | ±4,9%               | 48%              | 35%            | 17%                      |
| co/efficient (R)          | 9–12 сентября 2021 | 742 (ПИ)       | ±3,6%               | 40%              | 32%            | 22%                      |

Майкл Беннет vs. Джино Кампана
| Источник опроса       | Период проведения | Размер выборки | Уровень погрешности | Michael Bennet (D) | Gino Campana (R) | Другие/ Неопределившиеся |
| --------------------- | ----------------- | -------------- | ------------------- | ------------------ | ---------------- | ------------------------ |
| Blueprint Polling (D) | 6–8 апреля 2022   | 612 (Н)        | ±4,0%               | 46%                | 40%              | 14%                      |

Майкл Беннет vs. Лорен Боберт
| Источник опроса           | Период проведения | Размер выборки | Уровень погрешности | Майкл Беннет (Д) | Лорен Боберт (Р) | Другие/ Неопределившиеся |
| ------------------------- | ----------------- | -------------- | ------------------- | ---------------- | ---------------- | ------------------------ |
| Global Strategy Group (D) | 17–23 июня 2021   | 800 (ЗИ)       | ±3,5%               | 51%              | 38%              | 11%                      |

Майкл Беннет vs. представитель Республиканской партии
| Источник опроса           | Период проведения | Размер выборки | Уровень погрешности | Майкл Беннет (Д) | ПРП | Другие/ Неопределившиеся |
| ------------------------- | ----------------- | -------------- | ------------------- | ---------------- | --- | ------------------------ |
| Cygnal (R)                | 12–13 января 2022 | 630 (ПИ)       | ±3,9%               | 45%              | 46% | 9%                       |
| Global Strategy Group (D) | 17–23 июня 2021   | 800 (ЗИ)       | ±3,5%               | 48%              | 40% | 12%                      |

Представитель Демократической партии vs. представитель Республиканской партии
| Источник опроса  | Период проведения  | Размер выборки | Уровень погрешности | ПДП | ПРП | Другие/ Неопределившиеся |
| ---------------- | ------------------ | -------------- | ------------------- | --- | --- | ------------------------ |
| co/efficient (R) | 9–12 сентября 2021 | 742 (ПИ)       | ±3,6%               | 44% | 42% | –                        |

### Результаты
| Кандидат | Кандидат               | Партия                            | Голосов   | %     |
| -------- | ---------------------- | --------------------------------- | --------- | ----- |
|          | Майкл Беннет (действ.) | Демократическая                   | 1 397 170 | 55,88 |
|          | Джо О’Ди               | Республиканская                   | 1 031 693 | 41,26 |
|          | Брайан Пиоттер         | Либертарианская                   | 43 534    | 1,74  |
|          | Ти Джей Коул           | Партия единства Америки           | 16 379    | 0,66  |
|          | Фрэнк Этвуд            | Партия одобрительного голосования | 11 354    | 0,45  |
|          | Вписанный кандидат     | Вписанный кандидат                | 71        | 0,00  |
| Всего    | Всего                  | Всего                             | 2 500 201 | 100   |